# Horace McCoy
Horace McCoy (Pegram, Tennessee, 1897. április 4. – Beverly Hills, Kalifornia, 1955. december 15.) amerikai író. Regényei a nagy gazdasági világválság idején játszódnak. Legismertebb regénye az A lovakat lelövik, ugye? (They Shoot Horses, Don't They?, 1935), amelyből 1969-ben, tizennégy évvel a szerző halála után Sydney Pollack készített mozifilmet.

## Élete
McCoy Pegramban, Tennesseeben született, szegény családba. Tizenhat évesen felhagyott tanulmányaival, szerelőként és házaló ügynökként dolgozott, majd New Orleans piroslámpás negyedében taxisofőrként kereste kenyerét. Az első világháborúban az Egyesült Államok hadseregének légierejénél szolgált. Számos bevetésen vett részt, melyek során az ellenséges vonalak mögé repülve bombázásokat hajtott végre, illetve felderítést végzett. Sebesülése után a francia kormánytól hősiességért megkapta a hadikereszt (croix de guerre) kitüntetést.
1919 és 1930 között sportszerkesztőként dolgozott a texasi Dallas Journalnál. A húszas évek végén kezdtek megjelenni történetei különböző filléres kalandfüzetekben.
A válság idején McCoy Los Angelesbe ment, hogy megpróbálkozzon a színészettel. Egy Santa Monica-i mólón végzett kidobói meló adta neki az ötletet A lovakat lelövik, ugye? megírásához, mely egy maratoni táncversenyről szól és a kenyér utáni hajszában elállatiasodó emberekről és az ezt meglovagló sóbizniszről fest keserű, kiábrándító képet.
McCoy Hollywoodban végül forgatókönyvíróként találta meg a számítását. Számos westernt, bűnügyi drámát és egyéb filmet írt különböző stúdióknak, Kiss Tomorrow Goodbye című 1948-ban megjelent regényéből pedig a film noir egyik klasszikusát forgatta le Gordon Douglas 1950-ben. Sok felejthető munkája mellett olyan rendezőkkel is dolgozott együtt, mint Henry Hathaway, Raoul Walsh és Nicholas Ray. Nem jegyzett segéd-forgatókönyvíróként a legelső, 1933-as King Kong elkészítésében is részt vett.
McCoy Beverly Hillsben halt meg szívrohamban.

## Magyarul
- Mint a lovakat…; Bárd, Bp., 193?
- A lovakat lelövik ugye? Regény; ford. Zentai Éva; Zrínyi Ny., Bp., 1975 (Kozmosz könyvek)